# XX koncert fortepianowy (KV 466)
XX koncert fortepianowy d-moll (KV 466) – koncert na fortepian i orkiestrę skomponowany przez Wolfganga Amadeusa Mozarta, ukończony w Wiedniu 10 lutego 1785, wykonany tamże dzień później.

## Budowa
Utwór składa się z trzech części:
1. Allegro – temat główny w d-moll, temat poboczny w F-dur[2]
2. Romance – w formie ABA (B-dur–g-moll–B-dur)[3]
3. Allegretto – w formie ronda, refren w d-moll[3]

Czas trwania utworu wynosi ok. 32 minuty.